# Åsele kyrka
Åsele kyrka är en kyrkobyggnad som tillhör Åsele-Fredrika församling i Luleå stift. Kyrkan ligger i samhället Åsele på kyrkberget vid Ångermanälvens västra sida.

## Kyrkobyggnaden
Första kyrkan i Åsele var en träkyrka som uppfördes 1648. Konstruktion var dessvärre bristfällig med dåligt hopfogade stockar. 1748 byggdes en ny åttakantig avlång träkyrka som invigdes 6 januari 1750. Denna kom att ersättas av en stenkyrka med torn vars grund lades 1846. Byggnadsarbetet pågick huvudsakligen 1849 - 1850. 6 januari 1852 invigdes kyrkan av biskop Israel Bergman. 1934 eldhärjades kyrkan. På de kvarstående murarna uppfördes nuvarande kyrka som invigdes 1936. Grundplanen blev samma som tidigare. Arbetet utfördes av byggmästare G. S. Moberg efter ritningar av arkitekt Knut Nordenskjöld.
Under ledning av arkitekt Kjell Wretling genomgick kyrkan en grundlig restaurering och återinvigdes i december 1963.
Nuvarande kyrka är en basilika byggd av tegel med ett treskeppigt kyrkorum. I öster finns ett absidförsett kor och i väster ett kyrktorn. Långhuset har rundbågade fönster och mittskeppets klerestorium har cirkelformade fönster. Fasaderna är vitputsade och taket är plåtbelagt.

## Inventarier
- Altartavlan är målad av Gunnar Torhamn. Dess motiv är tillfället när Jesus tvättar lärjungarnas fötter. (Johannes 13:4-10)
- I doprummet finns ett gustavianskt bord som tidigare tjänstgjort som altare.
- Vänster om predikstolen står ett träaltare som skänktes till kyrkan 1988.

### Orgel
- 1863 bygger bonden Olof Carlsson, Tannträsk,  Lycksele en orgel tillsammans med sin son. Den hade 15 stämmor.
- 1918 bygger Åkerman & Lunds Nya Orgelfabrik AB, Sundbybergs köping en orgel. Den förstördes i branden 1934.
- 1936 bygger Th Frobenius & Sönner, Lyngby, Danmark en orgel med 24 stämmor, två manualer och pedal.
- Nuvarande orgel med 35 stämmor är den fjärde i ordningen. Den byggdes 1972 av Olof Hammarberg, Göteborg och är en mekanisk orgel. Fasaden är från 1972.

| Huvudverk I       | Svällverk II       | Bröstverk III  | Pedal           | Koppel |
| Principal 8'      | Pommer 16'         | Gedakt 8'      | Subbas 16'      | I/P    |
| Rörflöjt 8'       | Flöjtprincipal 8'  | Koppelflöjt 4' | Principalbas 8' | II/P   |
| Oktava 4'         | Fugara 8'          | Principal 2'   | Gedaktbas 8'    | III/P  |
| Flöjt 4'          | Voix céleste 8'    | Nasat 1 1/3'   | Oktavbas 4'     | II/I   |
| Oktava 2'         | Borunda 8'         | Terscymbel II  | Alikvot III     | III/I  |
| Cornett II-IV     | Oktava 4'          | Musette 8'     | Rauschkvint IV  |        |
| Mixtur V-VII      | Flöjt octaviant 4' | Tremulant      | Basun 16'       |        |
| Fagott 16'        | Nasard 2 2/3'      |                | Trumpet 4'      |        |
| Spansk trumpet 8' | Piccolo 2'         |                |                 |        |
|                   | Ters 1 3/5'        |                |                 |        |
|                   | Mixtur IV          |                |                 |        |
|                   | Oboe 8'            |                |                 |        |
|                   | Tremulant          |                |                 |        |
|                   | Crescendosvällare  |                |                 |        |

### Webbkällor
- Härnösands Stifts Herdaminne av L. Bygdén